# Coupe d'Angleterre de football 1872-1873
Navigation
Coupe d'Angleterre 1871-1872 Coupe d'Angleterre 1873-1874
La Coupe d'Angleterre de football 1872-1873 est la 2e édition de la Coupe d'Angleterre de football. Wanderers remporte sa deuxième Coupe d'Angleterre de football au détriment d'Oxford University sur le score de 2-0 au cours d'une finale jouée dans l'enceinte du stade de Lillie Bridge à Londres.
Pour éviter les déplacements, l'équipe des Queen's Park a été exempté jusqu'en demi-finales. Mais finalement, l'équipe a déclaré forfait pour les demi-finales.

## Premier tour
| Club à domicile | Score   | Club à l'extérieur    | Date            |
| --------------- | ------- | --------------------- | --------------- |
| Barnes          | 0-1     | South Norwood         | 19 octobre 1872 |
| Maidenhead      | 1-0     | Marlow                | 26 octobre 1872 |
| Clapham Rovers  | Forfait | Hitchin               |                 |
| Queen's Park    | Exempté |                       |                 |
| Reigate Priory  | 2-4     | Windsor Home Park     | 26 octobre 1872 |
| Civil Service   | 0-3     | Royal Engineers AFC   | 26 octobre 1872 |
| Upton Park FC   | 0-2     | 1st Surrey Rifles     | 26 octobre 1872 |
| Crystal Palace  | 2-3     | Oxford University AFC | 26 octobre 1872 |

## Second tour
| Club à domicile     | Score            | Club à l'extérieur | Date             |
| ------------------- | ---------------- | ------------------ | ---------------- |
| Royal Engineers AFC | Exempté          |                    |                  |
| Clapham Rovers      | 0-3              | Oxford University  | 23 novembre 1872 |
| Queen's Park        | Exempté          |                    |                  |
| 1st Surrey Rifles   | 0-3              | Maidenhead         | 23 novembre 1872 |
| South Norwood       | 1-0 Match rejoué | Windsor Home Park  | 23 novembre 1872 |

### Match à rejouer
| Club à domicile   | Score | Club à l'extérieur | Date            |
| ----------------- | ----- | ------------------ | --------------- |
| Windsor Home Park | 3-0   | South Norwood      | 7 décembre 1872 |

## Troisième tour
| Club à domicile   | Score   | Club à l'extérieur  | Date             |
| ----------------- | ------- | ------------------- | ---------------- |
| Windsor Home Park | 0-1     | Maidenhead          | 21 décembre 1872 |
| Oxford University | 1-0     | Royal Engineers AFC | 9 décembre 1872  |
| Queen's Park      | Exempté |                     |                  |

## Quarts de finale
| Club à domicile   | Score   | Club à l'extérieur | Date           |
| ----------------- | ------- | ------------------ | -------------- |
| Oxford University | 4-0     | Maidenhead         | 3 février 1873 |
| Queen's Park      | Exempté |                    |                |

## Demi-Finales
| Club à domicile   | Score   | Club à l'extérieur | Date |
| ----------------- | ------- | ------------------ | ---- |
| Oxford University | Forfait | Queen's Park       |      |

## Finale
| Titulaires : |  |
| |  |
| Reginald de Courtenay Welch Leonard Howell Edward Bowen Charles Wollaston Robert Kingsford Alexander Bonsor William Kenyon-Slaney Charles Thompson Julian Sturgis Arthur Kinnaird Henry Holmes Stewart |  |

| Titulaires : |  |
| |  |
| Andrew Leach Charles Mackarness Francis Birley Charles Longman Arnold Kirke-Smith Robert Vidal Frederick Maddison Cuthbert Ottaway Harold Dixon Walter Paton John Robert Sumner |  |

| Titulaires : |  |
| |  |
| Reginald de Courtenay Welch Leonard Howell Edward Bowen Charles Wollaston Robert Kingsford Alexander Bonsor William Kenyon-Slaney Charles Thompson Julian Sturgis Arthur Kinnaird Henry Holmes Stewart |  |

| Titulaires : |  |
| |  |
| Andrew Leach Charles Mackarness Francis Birley Charles Longman Arnold Kirke-Smith Robert Vidal Frederick Maddison Cuthbert Ottaway Harold Dixon Walter Paton John Robert Sumner |  |

| Wanderers | Oxford University |

Wanderers a été exempté jusqu'en finale grâce à sa victoire lors de la première édition.